# Celso Esquivel
Celso Esquivel González (ur. 20 marca 1981 w General Artigas) – paragwajski piłkarz występujący na pozycji obrońcy. Zawodnik klubu CA Alvarado.

## Kariera klubowa
Esquivel karierę rozpoczynał w 1998 roku w argentyńskim zespole San Lorenzo de Almagro z Primera División Argentina. W sezonie 2000/2001 wywalczył z nim mistrzostwo fazy Clausura. Sezon 2006/2007 spędził na wypożyczeniu w innym klubie Primera División, Racing Club.
Na początku 2008 roku Esquivel odszedł do paragwajskiego Sportivo Luqueño. W połowie 2008 roku przeniósł się do argentyńskiego Talleres Córdoba z Primera B Nacional. W 2009 roku wrócił do Sportivo Luqueño. Grał tam do końca sezonu 2009.
Następnie występował w argentyńskim trzecioligowcu Juventud Unida Universitario, a w 2011 roku przeszedł do czwartoligowego CA Alvarado.

## Kariera reprezentacyjna
W reprezentacji Paragwaju Esquivel rozegrał jedno spotkanie. Był to wygrany 2:1 mecz Copa América z Brazylią, rozegrany 15 lipca 2004 roku. Tamten turniej Copa América Paragwaj zakończył na ćwierćfinale.
W tym samym roku znalazł się w drużynie na Letnie Igrzyska Olimpijskie, na których reprezentacja Paragwaju wywalczyła srebrny medal.